# Эррера, Хорхе
Хорхе Контреас Эррера (исп. Jorge Contreas Herrera) — бывший вокалист панк-рок группы «The Casualties».

## Биография
Хорхе Эррера является единственным постоянным участником коллектива «The Casualties» с момента его основания. Хорхе проживает с женой и сыном в Нью-Йорке, где родился и вырос в семье простых рабочих. И самому всегда приходилось много работать (даже подрабатывать на протяжении музыкальной карьеры). Является большим фанатом европейского футбола, который смотрит по кабельным футбольным каналам. Также имеет собственный интернет-канал, на котором, по его словам, лишь два человека по секрету знают кто он на самом деле. Не доверяет MySpace и Facebook и, в отличие от других членов группы, не ведёт на них собственные странички. Признаётся, что принадлежит к тем, кто нелегально скачивает музыку с интернета и благодаря этому открыл для себя много новой музыки, а также говорит, что поддерживает это, так как ему достаточно, что люди платят за билет на концерт The Casualties. Раньше являлся скинхэдом, и металлистом, но в конце концов прибился к панкам, объяснив это тем что панк всегда отстаивает интересы рабочего класса.
В 2017 году Хорхе покинул группу.